# Анацький Микола Леонідович
Мико́ла Леоні́дович Ана́цький (позивний «Майстер»; нар. 14 січня 1989, м. Бахмут, Донецька область — 18 січня 2023, м. Бровари, Київська область) — український фотограф, військовослужбовець, лейтенант Національної гвардії України, МВС України, учасник російсько-української війни.

## Життєпис
Микола Анацький народився 14 січня 1989 року в м. Бахмут на Донеччині.
До 2014 року працював майстром меблевого цеху на Донеччині.
Під час російсько-української війни боєць 2-го батальйону спеціального призначення «Донбас» та батальйону оперативного призначення ім. С. Кульчицького Національної гвардії України. Учасник боїв за Дебальцеве, Широкине, Київ. Добровольцем брав участь у бойових виходах, зазнав поранення.
Фотографуванням захопився ще під час служби в батальйоні «Донбас», потім був офіцером групи інформації та комунікації НГУ. До загибелі працював провідним інспектором Департаменту комунікації МВС України.
21 вересня 2022 року фотографував повернення військовиків «Азову», яких доправили в Туреччину.
Загинув 18 січня 2023 року внаслідок авіакатастрофи в Броварах. Похований 21 січня 2023 року.
27 лютого 2023 року на станції метро «Золоті ворота» м. Києва відкрили виставку світлин Миколи Анацького «Перерваний політ».
Залишилися дружина й донька.

## Вшанування пам'яті
У лютому 2024 року Кабінет Міністрів України заснував премію у сфері фотомистецтва імені Миколи Анацького.

## Військові звання
- лейтенант[3],
- молодший лейтенант[2].